# Musculus panhai
Musculus panhai is een tweekleppigensoort uit de familie van de Mytilidae. De wetenschappelijke naam van de soort werd in 2009 voor het eerst geldig gepubliceerd door Robert Moolenbeek.